# Zigmas Vaišvila
Zigmas Vaišvila (* 20. Dezember 1956 in Šiauliai) ist ein litauischer Politiker. 

## Leben
Nach dem Abitur mit Auszeichnung 1974 am Gymnasium Didždvaris absolvierte er 1979 mit Auszeichnung das Studium der Physik an der Vilniaus universitetas und promovierte 1984. Ab 1981 arbeitete er in der Abteilung der Kernphysik am Physikinstitut der Lietuvos mokslų akademija als wissenschaftlicher Mitarbeiter. Ab 1988 war er Mitglied von  Sąjūdis. Von 1990 bis 1992 war er Mitglied des Seimas, von 1991 bis 1992 stellvertretender Premierminister. Von 1991 bis 1992 war er Generaldirektor von Valstybės saugumo departamentas (Staatssicherheitsdepartement).